# ۱۰۳۵ (قمری)
۱۰۳۵ (قمری)، هزار و سی و پنجمین سال در گاهشماری هجری قمری است. اول محرم این سال برابر با سوم اکتبر سال ۱۶۲۵ میلادی است.